# Cruz de Mannerheim
La Cruz de la libertad de Mannerheim (en finés: Mannerheim-risti; en sueco: Mannerheimkorset) es la condecoración militar más alta de Finlandia. La medalla fue establecida tras la guerra de Invierno y su nombre se debe a Carl Gustaf Emil Mannerheim. Era otorgada a los soldados que demostraban una valentía extraordinaria, que lograban un importante objetivo en combate o que tenían una especialmente buena conducta en las operaciones.

## Historia
La condecoración fue introducida en la Orden de la Cruz de la Libertad y al portador de la cruz se le denomina caballero de la cruz de Mannerheim. Si bien la primera clase de la cruz era la 5ª y la de segunda era la 9ª en el orden de importancia de Finlandia, la cruz de Mannerheim se acabó convirtiendo en la distinción militar más importante de Finlandia.

La segunda clase de la condecoración fue instituida como el premio universal por demostrar valentía extraordinaria, por lograr un objetivo importante en el combate o por una especial buena conducta en las operaciones. La cruz puede ser entregada a cualquier soldado del ejército finlandés independientemente de su rango. La falta de graduación mínima para su obtención, el énfasis a la valentía individual y el premio de 50.000 marcos atrajeron la atención de la opinión pública a la condecoración durante la Guerra de Continuación. El primer recluta que obtuvo la cruz fue Vilho Rättö, por destruir cuatro tanques enemigos con un cañón antitanques que le había quitado al enemigo. En 1942, el premio que acompañaba a la medalla equivalía a la paga anual de un teniente. Puesto que la cruz de Mannerheim de 2ª clase fue entregada con mucha mayor frecuencia que la de 1ª clase se hace usualmente referencia a la de 2ª clase simplemente como cruz de Mannerheim.

No existen requisitos especiales que distingan la cruz de 1ª clase de la de 2ª. La cruz de 1ª solo fue entregada dos veces, una a Carl Gustaf Emil Mannerheim y otro al general de infantería Erik Heinrichs. Para Mannerheim era extraño recibir una condecoración que llevara su nombre pero decidió recibir la medalla a manos de Risto Heikki Ryti después de que todos los premiados anteriormente se lo aconsejaran.

La Cruz de Mannerheim de 2ª clase fue entregada a 191 personas, todas durante la Segunda Guerra Mundial. Cuatro la recibieron dos veces. de iure, la condecoración sigue activa y puede concederse a cualquier soldado finlandés, si bien es muy poco probable que esto se haga en tiempo de paz o incluso en un conflicto menor. (Decreto 550/1946 de la Orden de la Cruz de la Libertad).

Desde la presidencia de Martti Ahtisaari, se aprobó que todos los premiados con la cruz que estaban con vida fueran invitados a la recepción del día de la independencia. Por tradición también eran los primeros invitados en entrar.

El último soldado vivo en recibirla, Tuomas Gerdt, falleció en 2020.